# Barabung
Barabung is een bestuurslaag in het regentschap Aceh Besar van de provincie Atjeh, Indonesië. Barabung telt 630 inwoners (volkstelling 2010).